# Eduard od Westminstera
Eduard od Lancastera (Eduard od Westminstera, princ od Walesa), bio je sin jedinac engleskog kralja Henrika VI. i Margarete Anžuvinske. U dobi od sedamnaest godina je bio pogubljen u bitci kod Tewkesburya, što ga čini ujedno jedinim engleskim prijestolonasljednikom koji je poginuo na bojištu.

## Mladost i odrastanje
Rodio se u dvorcu Westminster u Londonu. U to je vrijeme bio razdor između Henrikovih i pristaša Rikarda Plantageneta, 3. vojvode od Yorka, koji je iznio zahtjev za prijestoljem i izazvao autoritet Henrikovih državnika. Kralj je patio od nedefinirane psihičke bolesti. Širile su se glasine da je Eduard nastao kao rezultat afere između njegove majke i jednog od kraljevih odanih pristaša. Edmund Beaufort, 2. vojvoda od Somerseta i James Butler, 5. grof od Ormonde, bili su osumnjičeni za očinstvo princa Eduarda. Međutim, nema konkretnog dokaza za te tračeve. Henrik osobno nikada nije posumnjao u Eduardov legitimitet i javno priznao očinstvo. Eduard je postavljen kao princ od Walesa u dvorcu Windsor 1454. godine.

## Borba za prijestolje
1460. godine, kralj Henrik je bio zatočen od Rikardovih pristaša u bitci kod Northamptona i odveden u London. Rikarda su razuvjerili od nastojanja da odmah preuzme prijestolje, tako da je dopustio Henriku VI. da vlada, ali Eduard je ostao bez nasljedstva, kako bi Yorkovi postali prijestolonasljednici nakon Henrikove smrti.
Kraljica Margareta i Eduard su u međuvremenu pobjegli kroz Cheshire. Stigli su na sigurno u Walesu te nastavili putovanje do Škotske, gdje je Margareta uživala podršku, dok su se Yorkovi neprijatelji okupljali na sjeveru.
Nakon što je Rikard ubijen na bitci kod Wakefielda, velika vojska koju je Margareta okupila unaprijedila se do juga. Porazili su vojsku Richarda Nevillea, grofa od Warwicka, jednog od najutjecajnijih i najpoznatijih pristaša Yorkovih, na drugoj bitci kod St. Albans. Margareta je pitala svog sina kakvu kaznu da smisle za Nevilleove bliske suradnike, te je on naredio da im se odsječe glava.

## Progonstvo u Francuskoj
Margareta je oklijevala u napredovanju vojske do Londona te se povukla. Preusmjerili su se kod bitke kod Towtona nekoliko tjedana kasnije. Margareta i Eduard su ponovno pobjegli, ovaj put u Škotsku. Sljedeće tri godine, Margareta je nadahnula nekolicinu pobuna u sjevernim pokrajina Engleske. Unatoč svom trudu, morala je otploviti u Francusku, gdje su ona i Eduard boravili na dvoru. Henrik je ponovno bio u zarobljenoštvu u Londonskoj kuli.
Godine 1467. izvori otkrivaju kako je na francuskom dvoru Eduard govorio samo o ratovanju, ubijanju i nasilju.
Nakon nekoliko godina u progonstvu, Margareta je sklopila savez s donedavnim neprijateljem, Warwickom. Francuski kralj Luj XI. je želio objaviti rat Burgundiji, saveznicima aktualnog kralja Yorkovog porijekla, Eduarda IV. Vjerovao je da bi savezništvom s Lancasterovima i njihovom vojnom pomoći mogao konačno osvojiti Burgundiju. Kao kompliment svojim novima saveznicima, Luj je mladog Eduarda imenovao kumom svom sinu Karlu VII.
Eduard je oženio Anu Neville, Warwickovu mlađu kći, u prosincu 1470. godine. Sumnja se u činjenicu konzumacije braka.

## Smrt
Warwick se vratio u Englesku i svrgnuo s vlasti Eduarda IV., uz pomoć Eduardovog mlađeg brata, vojvode od Clarencea. Eduard IV. pobjegao je u Burgundiju sa svojim najmlađim bratom, vojvodom od Gloucestera, dok je Warwick vratio Henrika VI. na prijestolje. Eduard i Margareta ostali su u Francuskoj do travnja 1471. godine. Eduard IV. je već okupio vojsku i vratio u Englesku te se pomirio s bratom, Clarenceom. Istoga dana Margareta i Eduard su stigli u Englesku. Eduard IV. je porazio te ubio Warwicka na bitki kod Barneta. S istinskom nadu u uspjeh, neiskusan princ i njegova majka vodili su ostatke svoje vojske u bitku kod Tewkesburya. Bili su poraženi i Eduard ubijen.
Neki izvori tvrde da je mali dio kraljeve vojske pod Clarenceovim vodstvom naišao na ožalošćenog princa blizu šumarka, te ga odmah pogubili usprkos njegovim molbama. Paul Murray Kendall, biograf Rikarda III., prihvatio je taj razvoj događaja.
Daljnji izvori o njegovoj smrti: 
- The Grand Chronicle of London
- Polydore Vergil,
- Edward Hall.
- Kasnije je William Shakespeare u svojim dramama Henrik VI, dio treći, čin V, scena 5 njegovu smrt prikazao sljedećim načinom: Eduard je uhićen i doveden pred kralja Eduard IV., njegove braće i pristaša. Kralj ga je milostivo primio, te ga upitao zašto je dignuo oružje protiv njega. Princ na to odgovara: "Došao sam vratiti nasljeđe svog oca." Zatim je kralj svojom rukom udario Eduarda preko čitavog lica, pa su ga njegova braća ubila mačevima.

Međutim, dokazano je da je mali princ ubijen na bojištu.
Edvardovo tijelo je zakopano kod opatije Tewkesbury. Njegova se udovica, Ana Neville, udala za kraljevog brata, koji je u konačnici postao kralj Rikard III. 1483. godine.